# Svenska mästerskapen i landsvägscykling 2020
Svenska mästerskapen i landsvägscykling 2020 bestod av ett tempo-SM och ett linje-SM.
Mästerskapet delades upp i två perioder;
- Mästerskapet för tempolopp anordnades under perioden 25–26 juli, i Lekeryd i Jönköpings kommun.[2]
- Mästerskapet för linjelopp anordnades under perioden 3–4 oktober, på Tierp Arena i Tierps kommun.[3]

## Medaljörer

### Damer
| Gren                                    | Guld                           | Silver                          | Brons                           |
| Linjelopp – seniorer 114 km (15×7,6 km) | Nathalie Eklund Stockholm CK   | Emilia Fahlin Örebrocyklisterna | Matilda Frantzich CK Ringen     |
| Tempolopp – seniorer 32 km (2×16 km)    | Lisa Nordén HiQ Sports Club    | Nathalie Eklund Stockholm CK    | Emilia Fahlin Örebrocyklisterna |
| Linjelopp – juniorer 60,8 km (8×7,6 km) | Tuva Richter Staffanstorps CK  | Jennie Olsson Staffantorps CK   | Kajsa Eneroth HiQ Sports Club   |
| Tempolopp – juniorer 16 km              | Karin Söderqvist Motala AIF CK | Felicia Bengtsson CK Bure       | Jennie Olsson Staffanstorp CK   |

### Herrar
| Gren                                    | Guld                               | Silver                       | Brons                                  |
| Linjelopp – seniorer 190 km (25×7,6 km) | Kim Magnusson CK HVR16             | Jacob Eriksson Gånghester CK | Lucas Eriksson Gånghester CK           |
| Tempolopp – seniorer 32 km (2×16 km)    | Jacob Ahlsson Motala AIF CK        | Tobias Ludvigsson CK HVR16   | Hugo Forssell Motala AIF CK            |
| Linjelopp – juniorer 114 km (15×7,6 km) | Edvin Lovidius Södertälje CK       | David Larsson CK Bure        | Leo Jacobsson CK Bure                  |
| Tempolopp – juniorer 32 km (2×16 km)    | Jonathan Ahlsson Örebrocyklisterna | Edvin Lovidius Södertälje CK | Jakob Söderqvist Sundsvallscyklisterna |